# El Cielo
El Cielo ist ein am 8. Oktober 2002 erschienenes Musikalbum von dredg.

## Konzept
Wie auch schon Leitmotif ist El Cielo ein Konzeptalbum. Im Booklet der CD ist zu jedem nicht rein instrumentalen Song ein Brief einer Person mit Schlafstörungen abgedruckt. Der jeweilige Liedtext enthält Ausschnitte aus dem jeweiligen Brief, folgt den Worten aber nicht exakt.
Das Album ist inspiriert durch Salvador Dalís 1944 veröffentlichtes Gemälde Dream Caused by the Flight of a Bee around a Pomegranate One Second Before Awakening (Traum, verursacht durch den Flug einer Biene um einen Granatapfel, eine Sekunde vor dem Aufwachen), wofür auch die Abkürzung dcbtfoabaaposba im ersten Songtitel steht. So bedeutet der japanische Text zu Beginn des Liedes The Canyon Behind Her auf Deutsch „Dieses Album wurde inspiriert von einem Gemälde mit dem Namen: Ein Traum, verursacht durch den Flug einer Biene rund um einen Granatapfel, eine Sekunde vor dem Erwachen“. Viele Themen und Songtitel des Albums referenzieren sich auf das Gemälde, so zum Beispiel ein langbeiniger Elefant (Songtitel An Elephant In The Delta Waves) mit einem päpstlichen Abzeichen auf dem Rücken (nur auf einer Demo-CD veröffentlichter Songtitel The Papal Insignia) oder auch eine in einem Canyon liegende Frau (Songtitel The Canyon Behind Her). Das Album wurde in zwei Versionen veröffentlicht. Einmal als limitiertes Digipack mit einem Himmel als Cover, das es nicht mehr zu kaufen gibt. Die zweite Version wurde mit demselben Booklet der limitierten Version in einem Jewelcase veröffentlicht.

## Titelliste
1. Brushstroke: dcbtfoabaaposba (0:57)
2. Same Ol' Road (5:14)
3. Sanzen (4:33)
4. Brushstroke: New Heart Shadow (1:33)
5. Δ (Triangle) (5:03)
6. Sorry But It’s Over (4:08)
7. Convalescent (3:32)
8. Brushstroke: Walk in the Park (1:40)
9. Eighteen People Living in Harmony (4:28)
10. Scissor Lock (3:22)
11. Brushstroke: Reprise (1:32)
12. Of the Room (3:44)
13. Brushstroke: An Elephant in the Delta Waves (1:47)
14. It Only Took a Day (3:16)
15. Whoa Is Me (5:36)
16. The Canyon Behind Her (6:39)

## Musikvideos
- Same Ol’ Road (Regie: American McGee)
- Of the Room (Regie: Ben Rehki)

## Auszeichnungen
- El Cielo erreichte bei den Jahresendcharts der Zeitschrift Visions im Jahr 2002 den fünften Platz, bei den im November 2006 veröffentlichten 150 Platten für die Ewigkeit den 39. Platz.[1]

## Reviews
- Intro: „Natürlich wird hier immer noch gerne geproggt und vertrackt und 7/16-getaktet, wofür hat man denn schließlich fünf Jahre an der Platte gebastelt, das Ergebnis ist aber wesentlich zugänglicher und kurzweiliger denn je und – trotz aller Traditionsverbundenheit – in puncto Sound und Songwriting etwas wirklich Neues, Eigenständiges.“ Till Stoppenhagen, intro.de
- Plattentests.de: 10 von 10 Punkten. „Was die vier Exzentriker aus der nordkalifornischen Provinz mit ihrem zweiten Album vollbracht haben, verdient tiefste Ehrfurcht und ist fast unmöglich in Worte zu fassen. (…) Dredg spielen auf ‚El cielo‘ nicht nur in einer Liga mit Tool und den Deftones. Sie verfolgen auch noch denselben Ansatz wie A Perfect Circle auf ‚Mer de noms‘ und wirken dank Vokalist Gavin Hayes wie die Geister von Life of Agony, die ungefragt in allen Köpfen herumspunken. Klingt unfaßbar? Ist es auch.“ Armin Linder plattentests.de
- metal.de – 10 von 10 Punkten
- noize.cc – 5 von 6 Punkten
- CDstarts.de – 10 von 10 Punkten